# Kőhalmi Gábor
Kőhalmi Gábor (1955. október 31. –) válogatott labdarúgó, hátvéd.

## Pályafutása

### Klubcsapatban
Gasztonyon élt. Atlétaként kezdett sportolni. Tizenhat évesen hívta át a labdarúgókhoz Török Péter. Rögtön a tartalékcsapatba került. Az  ifik között csak egy mérkőzésen szerepelt. 1972 októberében mutatkozott be az NB IB-s felnőtt csapatban. 1973 nyarán igazolt a Haladásból a Bp. Honvédba. 1977-ben egy évre kölcsönbe került Csepelre. A szezon végén visszakerült a Honvédba, majd 1978 november közepétől végleg a Csepel játékosa lett. 1984-ig a Csepel labdarúgója volt, ahol az 1982-83-as idényben a negyedik helyen végzett a csapattal. Csepelen 1980 és 1984 között 123 bajnoki mérkőzésen szerepelt és három gólt szerzett. 1984-ben vesztegetés miatt több éves eltiltást kapott.

### A válogatottban
1983-ban két alkalommal szerepelt a válogatottban.

## Sikerei, díjai
- Magyar bajnokság
  - 4.: 1982–83

## Statisztika

### Mérkőzései a válogatottban
| Magyarország | Magyarország         | Magyarország                   | Magyarország | Magyarország | Magyarország | Magyarország       | Magyarország | Magyarország |
| #            | Dátum                | Helyszín                       | Hazai        | Eredmény     | Vendég       | Kiírás             | Gólok        | Esemény      |
| ------------ | -------------------- | ------------------------------ | ------------ | ------------ | ------------ | ------------------ | ------------ | ------------ |
|              | 1983. március 23.    | Veliko Tarnovo                 | Bulgária     | 1 – 1        | Magyarország | olimpiai selejtező | -            |              |
|              | 1983. április 13.    | Budapest, Csepel stadion       | Magyarország | 3 – 1        | Görögország  | olimpiai selejtező | -            |              |
|              | 1983. szeptember 7.  | Budapest, Népstadion           | Magyarország | 0 – 1        | Szovjetunió  | olimpiai selejtező | -            |              |
|              | 1983. szeptember 21. | Drama                          | Görögország  | 1 – 2        | Magyarország | olimpiai selejtező | -            |              |
| 1.           | 1983. október 26.    | Budapest, Népstadion           | Magyarország | 1 – 0        | Dánia        | Eb-selejtező       | -            |              |
| 2.           | 1983. december 3.    | Szaloniki, Kaftanzoglu-stadion | Görögország  | 2 – 2        | Magyarország | Eb-selejtező       | -            |              |
|              | Összesen             |                                |              | 2            | mérkőzés     |                    | 0            | gól          |